# Лопар (Хорватія)
44°50′ пн. ш. 14°44′ сх. д. / 44.83° пн. ш. 14.73° сх. д.
Лопар (хорв. Lopar) — населений пункт і громада в Приморсько-Горанській жупанії Хорватії.

## Населення
Населення громади за даними перепису 2011 року становило 1 263 осіб.
Динаміка чисельності населення громади:

## Клімат
Середня річна температура становить 14,75 °C, середня максимальна – 26,42 °C, а середня мінімальна – 3,96 °C. Середня річна кількість опадів – 1052 мм.
| Клімат поселення                              | Клімат поселення | Клімат поселення | Клімат поселення | Клімат поселення | Клімат поселення | Клімат поселення | Клімат поселення | Клімат поселення | Клімат поселення | Клімат поселення | Клімат поселення | Клімат поселення | Клімат поселення |
| Показник                                      | Січ.             | Лют.             | Бер.             | Квіт.            | Трав.            | Черв.            | Лип.             | Серп.            | Вер.             | Жовт.            | Лист.            | Груд.            |                  |
| Середній максимум, °C                         | 10,09            | 10,06            | 12,70            | 15,55            | 20,32            | 24,34            | 26,40            | 26,42            | 22,21            | 18,14            | 13,44            | 10,69            |                  |
| Середня температура, °C                       | 7,05             | 7,00             | 9,63             | 12,51            | 17,27            | 21,27            | 23,89            | 23,92            | 19,72            | 15,63            | 10,94            | 8,18             |                  |
| Середній мінімум, °C                          | 4,00             | 3,96             | 6,59             | 9,45             | 14,20            | 18,21            | 21,41            | 21,43            | 17,22            | 13,15            | 8,45             | 5,69             |                  |
| Норма опадів, мм                              | 86               | 71               | 70               | 75               | 72               | 75               | 42               | 63               | 120              | 136              | 135              | 107              |                  |
| Середньомісячна швидкість вітру, м/с          | 3.00             | 3.13             | 3.22             | 3.02             | 2.71             | 2.54             | 2.56             | 2.52             | 2.67             | 2.90             | 3.33             | 3.25             |                  |
| Середньомісячна сонячна радіація, кДж/м²·день | 4606             | 7402             | 10908            | 15506            | 20059            | 21779            | 23376            | 20254            | 14817            | 9475             | 5061             | 3912             |                  |
| --------------------------------------------- | ---------------- | ---------------- | ---------------- | ---------------- | ---------------- | ---------------- | ---------------- | ---------------- | ---------------- | ---------------- | ---------------- | ---------------- | ---------------- |
| Джерело:                                      |                  |                  |                  |                  |                  |                  |                  |                  |                  |                  |                  |                  |                  |